# Distrito de Al Quba
Quba o Al Quba (en árabe: القبة‎) fue uno de los 32 distritos de Libia existente hasta 2007 cuando se convirtió en parte del distrito de Derna. Su capital era la ciudad del mismo nombre.
Limitaba con el distrito de Derna al noreste, el distrito de Al Butnan al este, el distrito de Al Wahat al sur y el distrito de Al Jabal al Akhdar al oeste. Tenía una pequeña franja sobre la costa del mar Mediterráneo.